# 单线协议
单线协议（英語：Single Wire Protocol，缩写SWP）也称單線連接協議，是SIM卡与蜂窝电话的近場通訊（NFC）芯片之间单线连接的一个规范。它目前正在由欧洲电信标准协会（ETSI）进行最终审查。
SWP是非接触式前端（CLF）与UICC（SIM卡芯片）之间的一个接口。它是用于非接触通信的一个协议。UICC的C6针脚是连接到用于SWP支持的CLF。它是一种面向位元的全双工协议，即能够同时传输与接收。CLF充当主机，UICC充当从机。CLF为UICC提供能量，传输时钟、数据和信号用于总线管理。传输的数据由单线上的电压和电流的二进制状态表示。